# Ystads högre allmänna läroverk
Ystads högre allmänna läroverk var ett läroverk i Ystad verksamt från 1857 till 1968.

## Historia
Skolan tillkom 1605 som Ystads latinskola. Den blev trivialskola 1785, (lägre) lärdomsskola 1821, (lägre) elementarläroverk 1857, femklassigt allmänt läroverk 1879 (Lägre läroverk , högre (allmänt) läroverk 1897 och högre allmänt läroverk 1910.
Skolan kommunaliserades 1966 och fick då namnet Österportsgymnasiet. Studentexamen gavs från 1892 till 1968 och realexamen från 1907 till 1971.
Den monumentala skolbyggnaden uppfördes 1911–13 och invigdes i januari 1914, där slutritningarna sammanställdes av Ola Anderson från Helsingborg. Åren 1864–91 var den berömde Nils G. Bruzelius skolans rektor.